# 灰木
灰木（はいのき）は静岡県浜松市浜名区の大字。住居表示未実施。

## 地理
浜松市浜名区の東部、麁玉地区の中部に位置する。東・南・北で四大地、西で大平と接する。

### 河川
- 灰ノ木川

## 歴史

### 町名の由来
山間の小河川によって開かれた小平地を意味する地形に由来する。

### 沿革
- 1889年（明治22年）4月1日 - 町村制の施行により、麁玉郡灰ノ木村が周辺の村と合併し、麁玉郡麁玉村となる[WEB 8]。旧村名は麁玉村の大字として残る[WEB 9]。
- 1896年（明治29年）4月1日 - 郡制の施行により、麁玉村の所属郡が引佐郡に変更となる。
- 1956年（昭和31年）4月1日 – 麁玉村が周辺の町村と合併して浜名郡浜北町となる。
- 1963年（昭和38年）7月1日 – 浜北町が市制施行して浜北市となる。
- 2005年（平成17年）7月1日 – 浜北市外10市町村が浜松市に編入される。
- 2007年（平成19年）4月1日 - 浜松市が政令指定都市となる。灰木は浜北区の一部となる。
- 2024年（令和6年）1月1日 - 浜松市の行政区再編により、灰木は浜名区の一部となる。

## 施設
- 六所神社

## 交通

### バス
- 浜松市浜北コミュニティバス大平堀谷線：（浜北駅 方面 - ）灰木（ - 堀谷 方面）
  - 浜松バスに委託
  - 火・金曜運行、年末年始は運休

### 道路
- 静岡県道68号浜北三ヶ日線

## その他

### 学区
小学校・中学校の学区は以下の通りである。
- 浜松市立麁玉小学校
- 浜松市立麁玉中学校

### 警察
警察の管轄区域は以下の通りである。
| 番・番地等 | 警察署     | 交番・駐在所     |
| ---------- | ---------- | ---------------- |
| 全域       | 浜北警察署 | 宮口警察官駐在所 |

### 消防
消防の管轄区域は以下の通りである。
| 番・番地等 | 消防署     | 本署/出張所 |
| ---------- | ---------- | ----------- |
| 全域       | 浜北消防署 | 赤佐出張所  |

### WEB
1. ↑  “h02_22.csv”.   総務省 (2022年2月10日). 2024年10月21日閲覧。
2. ↑  “静岡県浜松市浜北区灰木 (221360360)｜国勢調査町丁・字等別境界データセット”.   人文学オープンデータ共同利用センター. 2024年10月22日閲覧。
3. ↑  “静岡県 浜松市浜名区 灰木の郵便番号 - 日本郵便”.   日本郵便. 2024年10月21日閲覧。
4. ↑  “市外局番の一覧”.   総務省 (2022年3月1日). 2024年10月21日閲覧。
5. ↑  “事業所案内及び管轄地域（事務所3件、分室3件）”.   一般社団法人静岡県自動車会議所. 2024年10月21日閲覧。
6. ↑  “住居表示実施状況／浜松市”.   浜松市 (2024年1月4日). 2024年10月21日閲覧。
7. ↑  “解説ページ”.   株式会社エア. 2024年12月10日閲覧。
8. ↑  “historyofcities.pdf”.   静岡県総務部合併推進室・財団法人静岡県市町村振興協会. 2024年10月21日閲覧。
9. ↑  “解説ページ”.   株式会社エア. 2024年10月21日閲覧。
10. ↑  “学校名から探す／浜松市”.   浜松市 (2024年1月1日). 2024年10月21日閲覧。
11. ↑  “宮口駐在所｜静岡県警察”.   静岡県警察 (2024年1月1日). 2024年10月21日閲覧。
12. ↑  “消防署の町別管轄「は」／浜松市”.   浜松市 (2024年3月21日). 2024年10月21日閲覧。